# Vier-Tor-Pagode

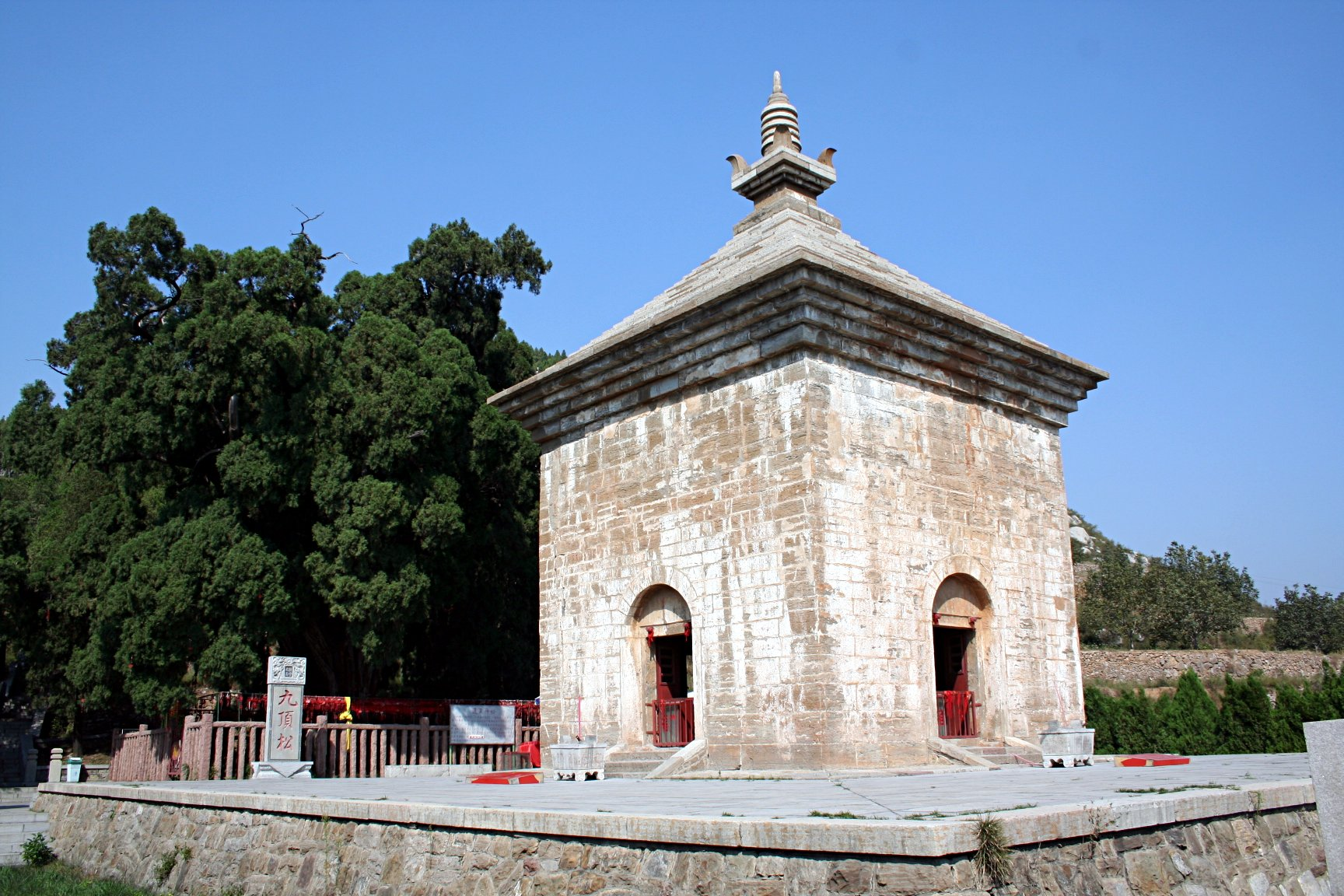
Vier-Tor-Pagode (Simen ta)

Die Simen-Pagode oder Vier-Tor-Pagode (chinesisch 四门塔, Pinyin Sìmén tǎ, englisch Simen Pagoda/Four-Door Pagoda) in der Stadt Jinan, Provinz Shandong, China, stammt aus der Zeit Sui-Dynastie und ist die älteste erhaltene Steinpagode in China. Sie befindet sich im heutigen Stadtbezirk Licheng und gehörte zum Shentong-Tempel (神通寺,  Shéntōng sì).  
Sie vertritt den geraden, rechteckigen Typ einer Stockwerkpagode.
Die Pagode steht seit 1961 auf der Liste der Denkmäler der Volksrepublik China (1-62).